# Trofeo Alfredo Di Stéfano

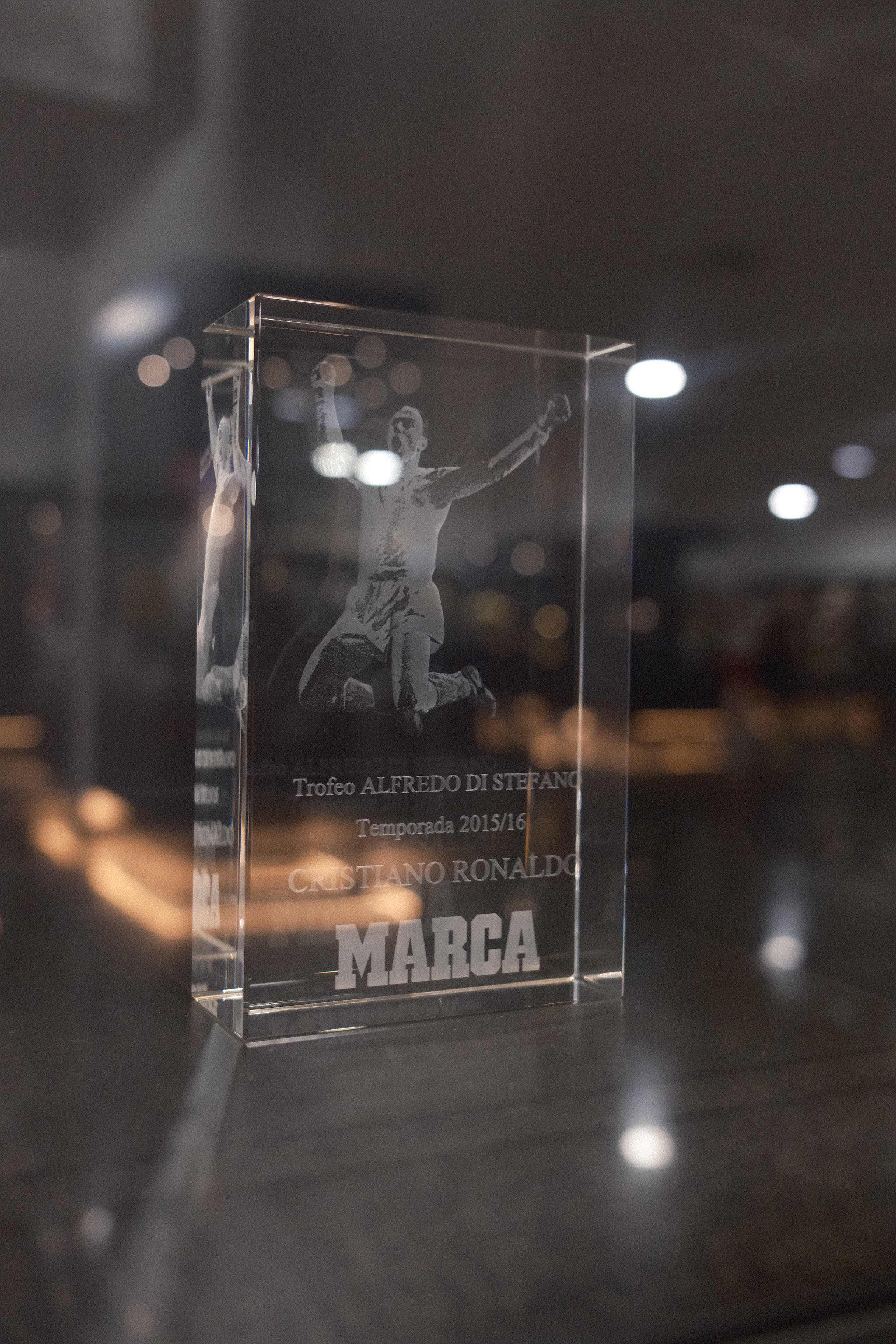
Trofeo Alfredo Di Stéfano de la temporada 2015-16 en el Museu CR7 en Madeira.

El Trofeo Alfredo Di Stéfano fue un premio otorgado desde 2008 hasta 2023 de carácter anual por el periódico deportivo español Marca, al final de cada temporada, al que es elegido como mejor jugador de la Primera División de España. La primera edición del trofeo se celebró la temporada 2007-08 y recibió el nombre en honor al jugador argentino Alfredo Di Stéfano.
Para la elección del ganador, los internautas podían votar, al final de cada jornada, a los mejores jugadores de la misma. Mediante estos votos se seleccionaban los mejores 50 jugadores entre los que finalmente sería designado el mejor jugador del curso. Desde 2016 ya no se designan los tres mejores jugadores, sino únicamente el vencedor. Lionel Messi fue el máximo galardonado con siete ediciones.

## Historial
| Edición | Primero                                 | Segundo                               | Tercero                                |                                   |
| ------- | --------------------------------------- | ------------------------------------- | -------------------------------------- | --------------------------------- |
| Edición | 2007-08                                 | Raúl González (Real Madrid C. F.)     | Sergio Agüero (Atlético de Madrid)     | Iker Casillas (Real Madrid C. F.) |
| 2008-09 | Lionel Messi (F. C. Barcelona)          | Andrés Iniesta (F. C. Barcelona)      | Xavi Hernández (F. C. Barcelona)       |                                   |
| 2009-10 | Lionel Messi (F. C. Barcelona)          | Cristiano Ronaldo (Real Madrid C. F.) | Xavi Hernández (F. C. Barcelona)       |                                   |
| 2010-11 | Lionel Messi (F. C. Barcelona)          | Cristiano Ronaldo (Real Madrid C. F.) | Xavi Hernández (F. C. Barcelona)       |                                   |
| 2011-12 | Cristiano Ronaldo (Real Madrid C. F.)   | Lionel Messi (F. C. Barcelona)        | Andrés Iniesta (F. C. Barcelona)       |                                   |
| 2012-13 | Cristiano Ronaldo (Real Madrid C. F.)   | Lionel Messi (F. C. Barcelona)        | Andrés Iniesta (F. C. Barcelona)       |                                   |
| 2013-14 | Cristiano Ronaldo (Real Madrid C. F.)   | Diego Costa (Atlético de Madrid)      | Lionel Messi (F. C. Barcelona)         |                                   |
| 2014-15 | Lionel Messi (F. C. Barcelona)          | Cristiano Ronaldo (Real Madrid C. F.) | Neymar (F. C. Barcelona)               |                                   |
| 2015-16 | Cristiano Ronaldo (Real Madrid C. F.)   | Luis Suárez (F. C. Barcelona)         | Antoine Griezmann (Atlético de Madrid) |                                   |
| 2016-17 | Lionel Messi (F. C. Barcelona)          |                                       |                                        |                                   |
| 2017-18 | Lionel Messi (F. C. Barcelona)          |                                       |                                        |                                   |
| 2018-19 | Lionel Messi (F. C. Barcelona)          |                                       |                                        |                                   |
| 2019-20 | Karim Benzema (Real Madrid C. F.)       |                                       |                                        |                                   |
| 2020-21 | Luis Suárez (Atlético de Madrid)        |                                       |                                        |                                   |
| 2021-22 | Karim Benzema (Real Madrid C. F.)       |                                       |                                        |                                   |
| 2022-23 | Marc-André ter Stegen (F. C. Barcelona) |                                       |                                        |                                   |
| 2023-24 | No fue concedido                        |                                       |                                        |                                   |

### Palmarés
| Jugador           | Ganador | Segundo | Tercero | Años galardonado                                           |
| ----------------- | ------- | ------- | ------- | ---------------------------------------------------------- |
| Lionel Messi      | 7       | 2       | 1       | 2009, 2010, 2011, 2012, 2013, 2014, 2015, 2017, 2018, 2019 |
| Cristiano Ronaldo | 4       | 3       | 0       | 2010, 2011, 2012, 2013, 2014, 2015, 2016                   |
| Karim Benzema     | 2       | 0       | 0       | 2020, 2022                                                 |
| Luis Suárez       | 1       | 1       | 0       | 2016, 2021                                                 |
| Raúl González     | 1       | 0       | 0       | 2008                                                       |
| Ter Stegen        | 1       | 0       | 0       | 2023                                                       |
| Andrés Iniesta    | 0       | 1       | 2       | 2009, 2012, 2013                                           |
| Kun Agüero        | 0       | 1       | 0       | 2008                                                       |
| Diego Costa       | 0       | 1       | 0       | 2014                                                       |
| Xavi Hernández    | 0       | 0       | 3       | 2009, 2010, 2011                                           |
| Iker Casillas     | 0       | 0       | 1       | 2008                                                       |
| Neymar            | 0       | 0       | 1       | 2015                                                       |
| Antoine Griezmann | 0       | 0       | 1       | 2016                                                       |